# Monte Bulgheria
El Monte Bulgheria se encuentra en la parte meridional del Cilento, en la provincia de Salerno (Campania, Italia).
Su nombre deriva de la colonia de búlgaros que se establecieron aquí antes del año 500.
El municipio de Celle di Bulgheria, que se encuentra en sus laderas, toma el mismo nombre del Monte.
Desde 1998 forma parte del sitio Patrimonio de la Humanidad de la Unesco llamado «Parque Nacional del Cilento y Vallo de Diano con las zonas arqueológicas de Paestum y Velia, y la cartuja de Padula», en concreto de su localización tercera, que lleva el código 842-003: Región del monte Bulgheria, Punta d. Infreschi y capo Palinuro.